# تضيق الصمام ثلاثي الشرفات

تشريح القلب

تضيق الصمام ثلاثي الشرف (بالإنجليزية: Tricuspid valve stenosis)‏ .

## تعريف
هو تضيق بالصمام مثلث الشرف الذي يقع في القسم الأيمن للقلب .

## فيزيولوجيا القلب والصمامات
الدسام ثلاثي الشرف أو الصمام ثلاثي الشرف (بالإنجليزية: Tricuspid valve)‏ هو الدسام الواقع بين الأذين الأيمن والبطين الأيمن. يحتوي الدسام ثلاثي الشرف على ثلاث شرف تتصل بثلاث عضلات حليمية بواسطة الحبال الوترية ويسمح بمرور الدم باتجاه واحد من الأذين الأيمن إلى البطين الأيمن .
ويفتح كل من الصمام التاجي والصمام ثلاثي الشرفات عند أنبساط القلب في حين ينغلق كل من الصمام الأبهري والصمام الرئوي وذلك للسماح للبطينين باستقبال الدم . ويفتح كل من الصمام الأبهري والصمام الرئوي أثناء انقباض القلب في حين ينغلق كل من الصمام التاجي والصمام ثلاثي الشرفات للسماح للدم بالمرور خلالهما إلى كل من الشريان الأبهر والشريان الرئوي وذلك بالتتابع .
فالصمامات لها أهمية كبيرة في عمل القلب ككل، إذ أنها تتحكم باندفاع الدم خلال القلب ومنه، فتعمل على تفريغ حجرات القلب بشكل تام وفي أتجاه واحد وتمنع ارتجاع الدم إلى الحجرات التي أخليت لهذا السبب، وأن أي عطب أو خلل بهذه الصمامات يؤثر على وظيفة القلب بدرجة تتفاوت تفاوت حدة الخلل .

## أسباب التضيق
- أسباب خلقية .
- أسباب مكتسبة :

1.الرثية (الروماتيزم) وهو مرض يصييب الصمامات نتيجة لتعرض المرء للحمى الروماتيزمية في سن الطفولة وفي سن مبكر .
2.مرض نقص التروية القلبية بسبب مرض تصلب شرايين القلب التاجية المغذية لعضلة القلب . وعادة مايصيب المرضى المتقدمين بالعمر .
3.التغيرات التي قد تحدث في الصمامات بسبب تقدم العمر والتي غالباً ماتكون ناتجة عن ترسبات الكالسيوم عليها وتصلبها، وأكثر الصمامات عرضة لتلك التغيرات هو الصمام الأبهري .
4.تأثر الصمامات بالالتهابات المباشرة بسبب التهاب بكتيري حاد أو مزمن .
5.بعض الأمراض التي تصيب أنسجة الجسم الأخرى، كالمفاصل مثلاً، قد تصيب الصمامات أو غشاء القلب المبطن .
6.بعض الأمراض التي تصيب النسيج الضام للجسم قد تؤثر في شكل ووظيفة الصمامات مثل مايحدث في وجود مرض مارفان .

## الأعراض والعلامات
تختلف الاعراض حسب شدة وتطور التضيق وهي :
1. ضيق النفس وخاصة عند القيام بمجهود بدني .
2.آلام الصدر .
3.الدوار والدوخة أو حتى الإغماء في الحالات المتقدمة .
4.الإعياء والخمول .
5.خفقان القلب .
7.أحتقان الكبد وتورم الكاحلين (وذمات بالساقين) .

## وسائل التشخيص
- القصة السريرية .
- صورة الصدر بالأشعة السينية .
- صدى القلب (بالإنجليزية: Echocardiography)‏.
- الدوبلر .
- قسطرة القلب .

## العلاج
يستطيع المريض، تحت الإشراف الطبي المستمر، من العيش ولسنين طويلة باستعمال الأدوية المناسبة والتي يصفها الطبيب حسب نوع المرض . لكن في حالات الأمراض المتقدمة أو في حالة انعدام جدوى هذه الأدوية، فإنه يصبح من الضروري أجراء تدخل إما عن طريق القسطرة الطبية العلاجية أو عن طريق الجراحة باستبدال الصمام .